# Aaron Fink

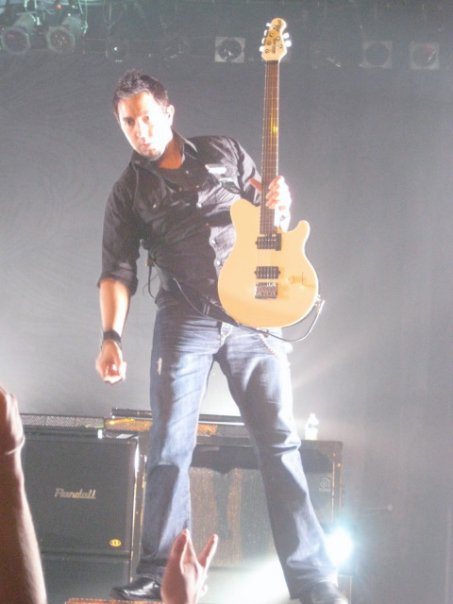
Aaron Fink en 2009, durante un concierto en Indianápolis, Indiana.

Aaron Fink (22 de abril de 1978) es un músico estadounidense, conocido por haber sido el guitarrista de la banda de metal alternativo Breaking Benjamin. antes de su despido
Antes de Breaking Benjamin, Aaron Fink y su compañero de la banda Mark James Klepaski (bajista), eran miembros de la banda Lifer (Strangers With Candy). Ellos se separaron de Lifer a finales de 2001, en un sorprendente salto ciego de fe a unirse a su viejo amigo de secundaria Benjamin Burnley (voz / guitarra) y Jeremy Hummel (exbaterista) en la creación de Breaking Benjamin.

## Instrumentos
Aaron Fink utiliza los siguientes instrumentos:
- Music Man Ernie Ball Axis Sport- Tuning: C & C#
- Back-UP PRS McCarty-Tuning: Drop C
- Music Man Ernie Ball Silhouette- Tuning: A#
- Music Man Ernie Ball Axis Sport Baritone
- Back-UP Washburn Custom Idol Baritone
- Dressing Room Guitar- BooGie St. White Lighting Hollowbody
- All Washburn Acoustics
- Randall Amplifiers MTS RM100 Head
- Randall MTS Cabinets
- Hughes & Kettner Duotone Head
- Hughes & Kettner Cabinets